# Binjamin Mazar
Profesor Binjamin Mazar (hebrejsky בנימין מזר‎, rodným jménem Binjamin Ze'ev Maizler; 28. června 1906 – 9. září 1995) byl izraelský archeolog, historik a průkopník syntézy biblického výzkumu a historické geografie. V 50. letech byl rektorem a prezidentem Hebrejské univerzity v Jeruzalémě. Mezi jeho nejvýznamnější archeologické práce patří vykopávky podél západní a jižní zdi Chrámové hory v Jeruzalémě.

## Biografie
Narodil se v městečku Ciechanowiec v carském Rusku (dnešní Polsko) a studoval na německých univerzitách v Berlíně a Giessenu. Po dokončení studií imigroval v roce 1929, ve 23 letech, do britské mandátní Palestiny, kde se stal členem Židovské palestinské průzkumné společnosti. Ve 30. letech řídil archeologické vykopávky v Ramat Rachel (1932) a Bejt Še'arim (1936-40), při kterých byly odhaleny pozůstatky Herodovské dynastie (zhruba 55 př. n. l. – 93 n. l.). Vykopávky v druhém zmíněném místě patřily mezi jedny z prvních, které byly organizovány židovskou institucí a kromě pozůstatků Herodovské dynastie při ní byly odkryty velké židovské katakomby, datující se do 2. až 4. století n. l., známé jako pohřební místo židovského představitele rabiho Jehudy ha-Nasiho.
V roce 1943 se stal akademickým pracovníkem Hebrejské univerzity, kde později působil jako profesor (1951-77), rektor (1952-61) a nakonec jako prezident (1953-61).
Mezi jeho nejvýznamnější archeologické práce patří vykopávky podél západní a jižní zdi Chrámové hory v Jeruzalémě, umožněné až izraelským dobytím východního Jeruzaléma během šestidenní války v roce 1967. Během archeologických prací trvajících deset let, byly nalezeny předměty z doby Prvního chrámu z 8. až 7. století př. n. l.
V roce 1968 mu byla udělena Izraelská cena za přínos v oblasti židovských studií a ocenění Jakir Jerušalajim (tedy „Úctyhodný občan Jeruzaléma“).
Část jeho rodiny patří mezi uznávané odborníky izraelské archeologie. Jde především o vnučku Ejlat Mazarovou a synovce Amichaje Mazara. Švagrem Binjamina Mazara byl druhý izraelský prezident Jicchak Ben Cvi.

## Dílo
Binjamin Mazar vytvořil rozsáhlé dílo o izraelské archeologii čítající přes 300 titulů. Mezi vybrané z nich patří:
- Israel in Biblical Times (1941)
- The Mountain of the Lord (1975)
- Biblical Israel: State and People (1992)